# Daihatsu Hijet
Daihatsu Hijet (яп. ダイハツ・ハイゼット) — микровэн и пикап производства Daihatsu. Несмотря на сходство между названием Hijet и именованием пикапов и фургонов компании Toyota (Hiace и Hilux), название «Hijet» используется для микровэнов Daihatsu с 1960 года, за несколько лет до появления схожих автомобилей Toyota. «Hijet» при транслитерации на японский язык, очень похоже на «малыш», так как он является одним из малых среди других мини-грузовиков Daihatsu. Hijet конкурирует в Японии с Honda Acty, Subaru Sambar, Mitsubishi Minicab и Suzuki Carry.

## История
Первый Hijet имел 360-кубовый двухцилиндровый двигатель, и классифицировался как кей-кар. Развитие автомобиля Hijet происходит с изменением японских законов для этого класса автомобилей, от 550-кубового двигателя в 1976 году, до 660-кубового в 1990 году. Внешние размеры также немного увеличилась, с 3×1,3 м в начале до сегодняшних 3,4×1,475 м. Экспортные версии обычно были несколько больше, имели большие бамперы, а иногда и более широкий кузов.

## Первое поколение
Первый автомобиль (L35/L36, 1960—1966) с названием Hijet от Daihatsu появился как малый грузовик в ноябре 1960 года, а позже, в мае 1961 года, стал доступен также в кузове фургона. Первый Hijet имеет обычный двигатель спереди и задний привод. Конструктивно, и из-за правил, грузоподъёмность автомобиля была уменьшена.
Более тяжелая модель, New-Line (L50P/L50V), появилась в январе 1963 года. Он был на полтора метра длиннее и имел грузоподъёмность до 500 кг, благодаря большему, 800 кубовому двигателю мощностью 41 л.с. (30 кВт). Этот автомобиль не соответствовал строгим стандартам кэй-каров этого времени и продавался только в небольших количествах, до его замены в феврале 1966 года.

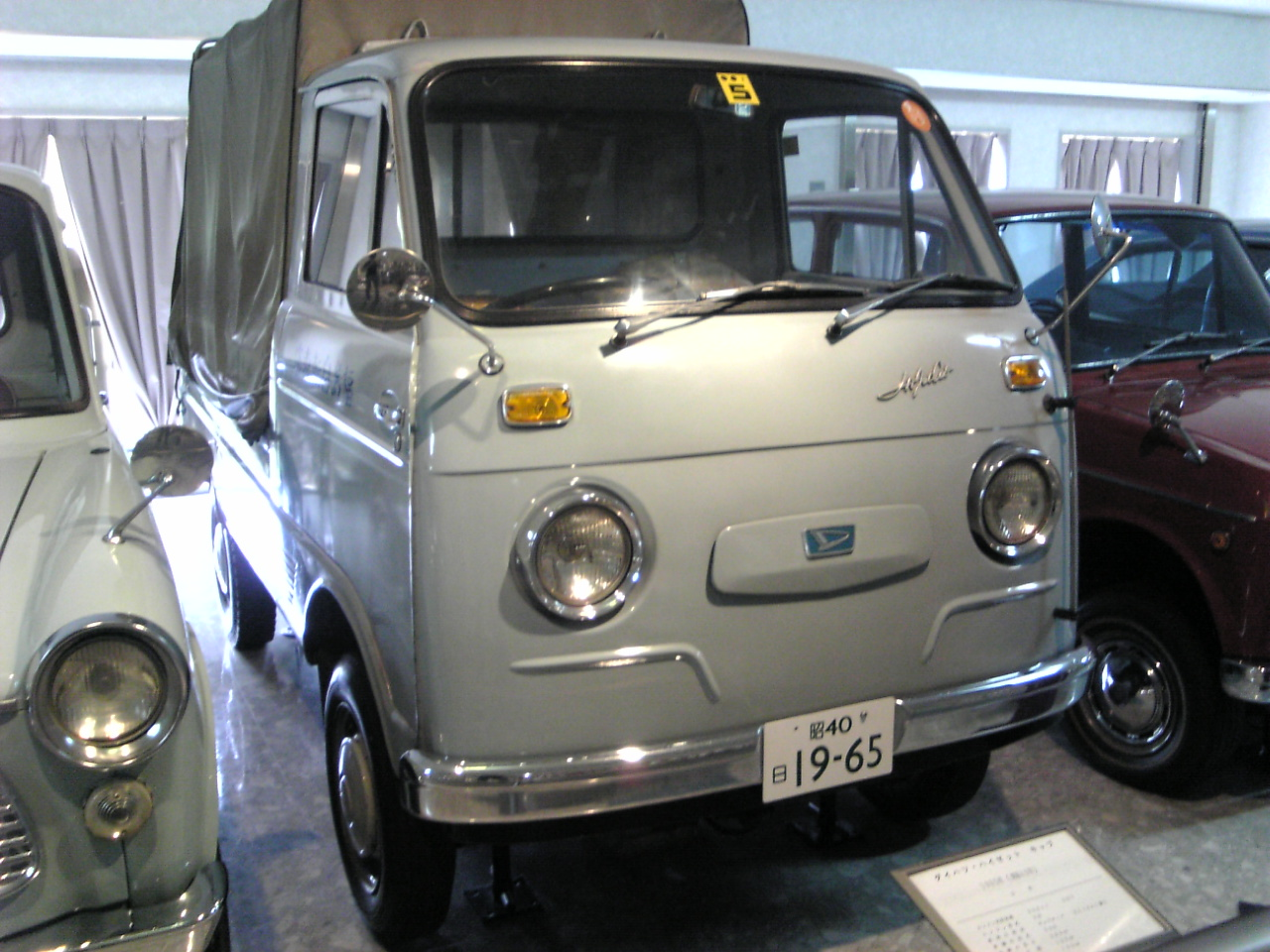
Второе поколение Daihatsu Hijet

## Второе поколение
Для максимального увеличения грузовместимости, при этом оставаясь в классе кей-каров, в 1964 году появились бескапотные модели, предлагая покупателям выбор между стилем первого поколения или бескапотной версией. Это поколения (S35/S36, 1964—1968) возникло в результате увеличения кабины бескапотного грузовика New Line (S50, S50T), сменившее ранний L50 New Line. Что касается предшественника, на автомобиле установлен двигатель от Daihatsu Compagno. New Line Cab производился с февраля 1966 по март 1968 года.
Бескапотная версия появилась после 1950 Volkswagen Type 2, 1961 Ford Econoline, 1961 Chevrolet Greenbrier, и в том же году, что и Dodge A100.

## Третье поколение
Первая смена модели (S37, 1968—1972) после предыдущего поколения получила незначительные улучшения, включающие установку входной петлевой двери, в отличие от задней откидной. Это поколение также предлагалось как полностью электрический грузовик и фургон.

## Четвёртое поколение

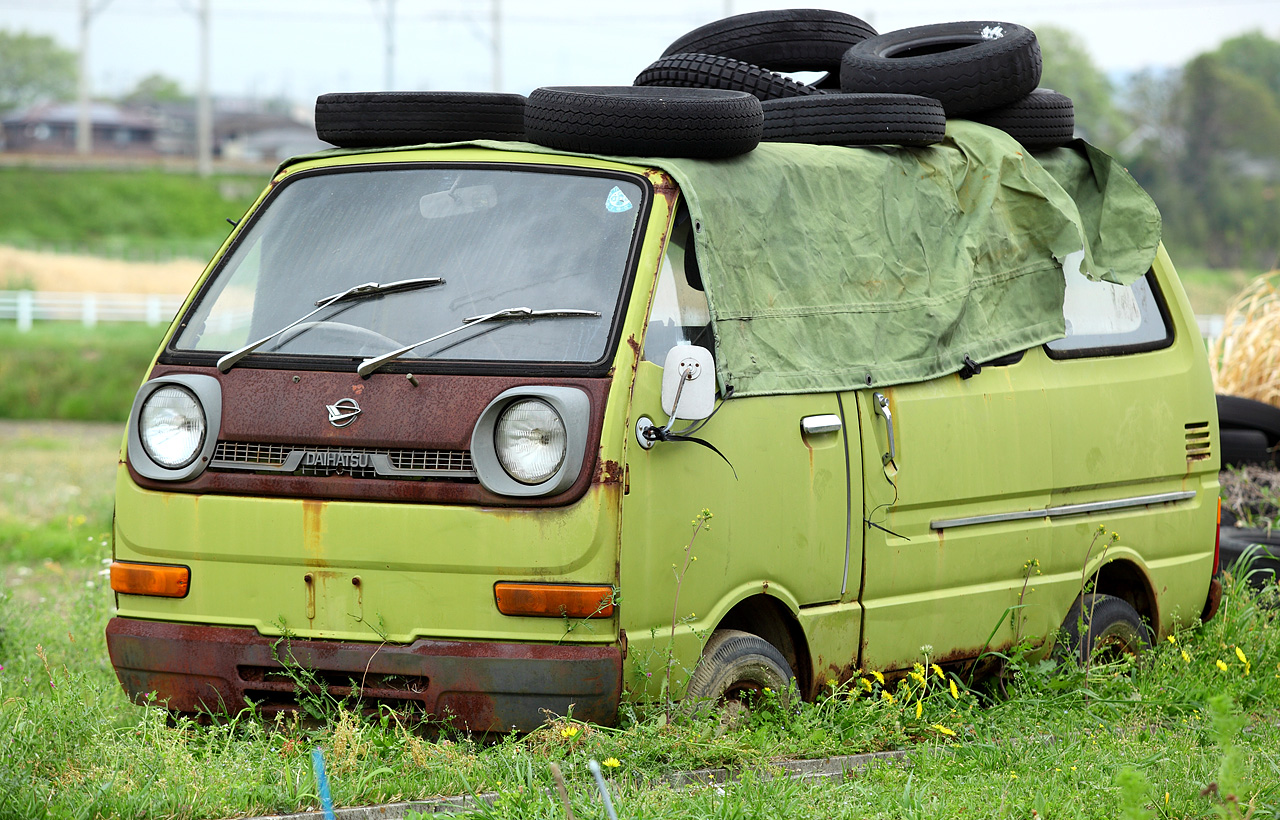
Фургон Hijet 360 (S38)

В сентябре 1971 года появилось четвёртое поколение Hijet (S38/S40, 1971—1981), с полностью новым листовым металлическим, изначально доступным кузовом грузовика. Двигатель ZM объёмом 360 кубов, двухтактный двухцилиндровый, задняя подвеска рессорная. В феврале 1972 года был представлен новый фургон, названный «Slide Van», имеющий боковые двери-купе с обеих сторон, в дополнение к откидной задней двери. В сентябре 1974 года спереди и на заднем бампере сменилась оптика, появилось место для жёлтых номерных знаков.
В октябре 1976 года, после изменения правил, появился Hijet 550, с новым четырёхтактным 550-кубовым двигателем AB20. Более крупные бамперы говорили о том, что автомобили Hijet, построенные после этой даты, стали длиннее. Для акцентирования на новом двигателе, 550 получил код шасси S40. На экспорт автомобили продавались как Daihatsu 550 Cab и Cab-Van, с двигателями мощностью 30 л.с. (22 кВт) при 5500 об/мин, и моментом 41 Нм при 4000 об/мин. 550 Van имел большую грузоподъёмность, нежели 360 Van, до 350 вместо 300 кг.
Менее чем через год после появления 550, появился расширенный и удлинённый Hijet Wide 55 (S60), однако Hijet 550 продолжал производиться и даже получил фейслифтинг в апреле 1979 года, сменив решетку. В апреле 1981 года закончился выпуск S40 Hijet 550 с четырёхтактным двигателем, однако двухтактный S38 продолжал быть доступным до августа 1981 года в качестве недорогой версии (к тому времени уже продавались Hijet шестого поколения). Последующие версии с двигателем ZM имели мощность 24 л.с. (18 кВт). Модель с двухтактным двигателем была популярна на многих юго-восточных азиатских рынках, где законы о выбросах были более слабыми, и низкая цена имела большее влияние.

## Пятое поколение

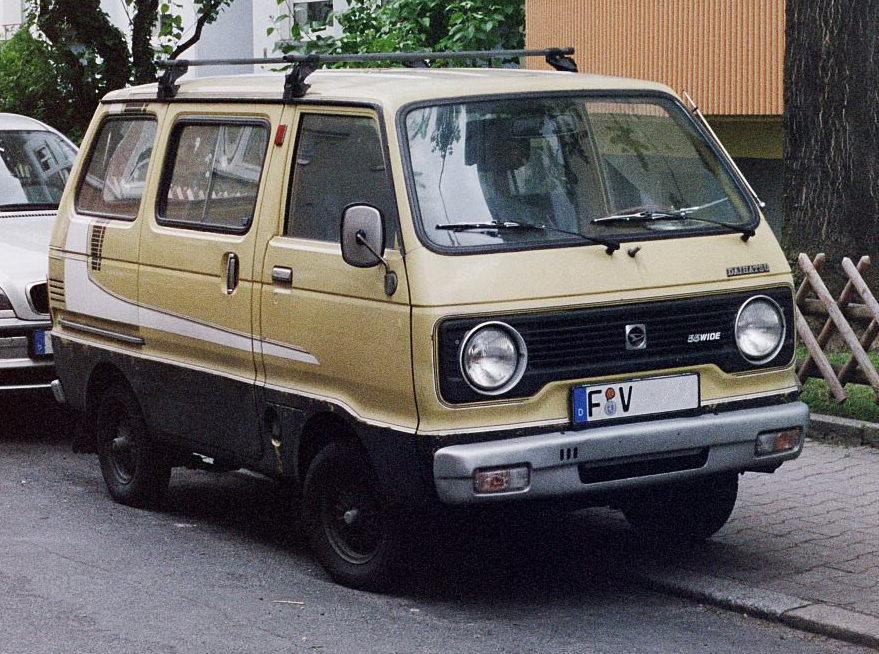
Hijet 55 Wide (Германия, 1980—1981)

В апреле 1977 года, началось производство грузовиков пятого поколения (S60, 1977—1981). Названный Hijet Wide 55, он получил расширенный кузов и увеличенный двигатель объёмом 550 куб.см, а также стал первым Hijet, вышедшим на экспортные рынки в серьёзном количестве. 547-кубовый двигатель AB20 был четырёхтактным, водяного охлаждения двухцилиндровый блок с одним верхним распределительным валом. Мощность двигателя 28 л.с. (21 кВт) при 5500 об/мин, максимальный момент в 39 Нм достигается при 3500 об/мин. Экспортные версии, столкнувшиеся с менее жесткими требования к выбросам, выдавали 30 л.с. (22 кВт) на тех же оборотах и 41 Нм при 4000 об/мин. Единственная доступная механическая трансмиссия с четырьмя скоростями и напольным рычагом переключения; экспортные версии имели максимальную скорость в 105 км/ч.
Двигатель расположен посередине за водителем, доступ к нему осуществляется поднятием передних сидений. Код шасси S60, с добавлением одной из букв: «P» означала обычный пикап; «T» бортовой пикап; и «V» для фургонов.
Через три месяца после появления пикапов (в июне 1977 года), были выпущены две версии фургона (остекленная и цельная). Цельные фургоны (без остекления в задней части) не экспортировались. На экспорт преимущественно отправлялись фургоны с окнами или задними сидениями. Версия с низким полом и боковой полкой появилась в декабре 1977 года, в сентябре 1978 года произошёл незначительный фейслифтинг. Изменения ограничились появлением различных цветными бамперов и фар, и решеткой с большой буквой «D». Все версии были доступны в комплектациях Standard или Super DeLuxe, однако в марте 1979 года появилась также сравнительно роскошная версия «Custom EX».
В сентябре 1979 года, Hijet Wide 55 подвергся более тщательному фейслифтингу: новый перед с цельной решеткой стало наиболее очевидным изменением, в то время как внутри появились более удобные сиденья с регулируемыми спинками. Двухмиллионный Hijet был построен на платформе S60 в 1980 году. Производство продолжалось до замены шестым поколением Hijet в 1981 году.

## Шестое поколение
В марте 1981 года появился полностью обновлённый S65 Hijet (S65, 1981—1986), с немного удлинённой колёсной базой, но с прежним двигателем AB20. Новым стал опциональный плоский пол на фургонах, а также высокая крыша. Мощность двигателя 28 л.с. (21 кВт) при 5500 об/мин, максимальный момент 41 Нм при 3500 об/мин. Технически ничего не изменилось, однако в марте 1982 года появилась новая полноприводная модель S66. С 1982 года, экспортные версии получили 843-кубовый трёхцилиндровый двигатель (CD20), и назывались Daihatsu 850 Cab. В 1983 году производилась также литровая версия.

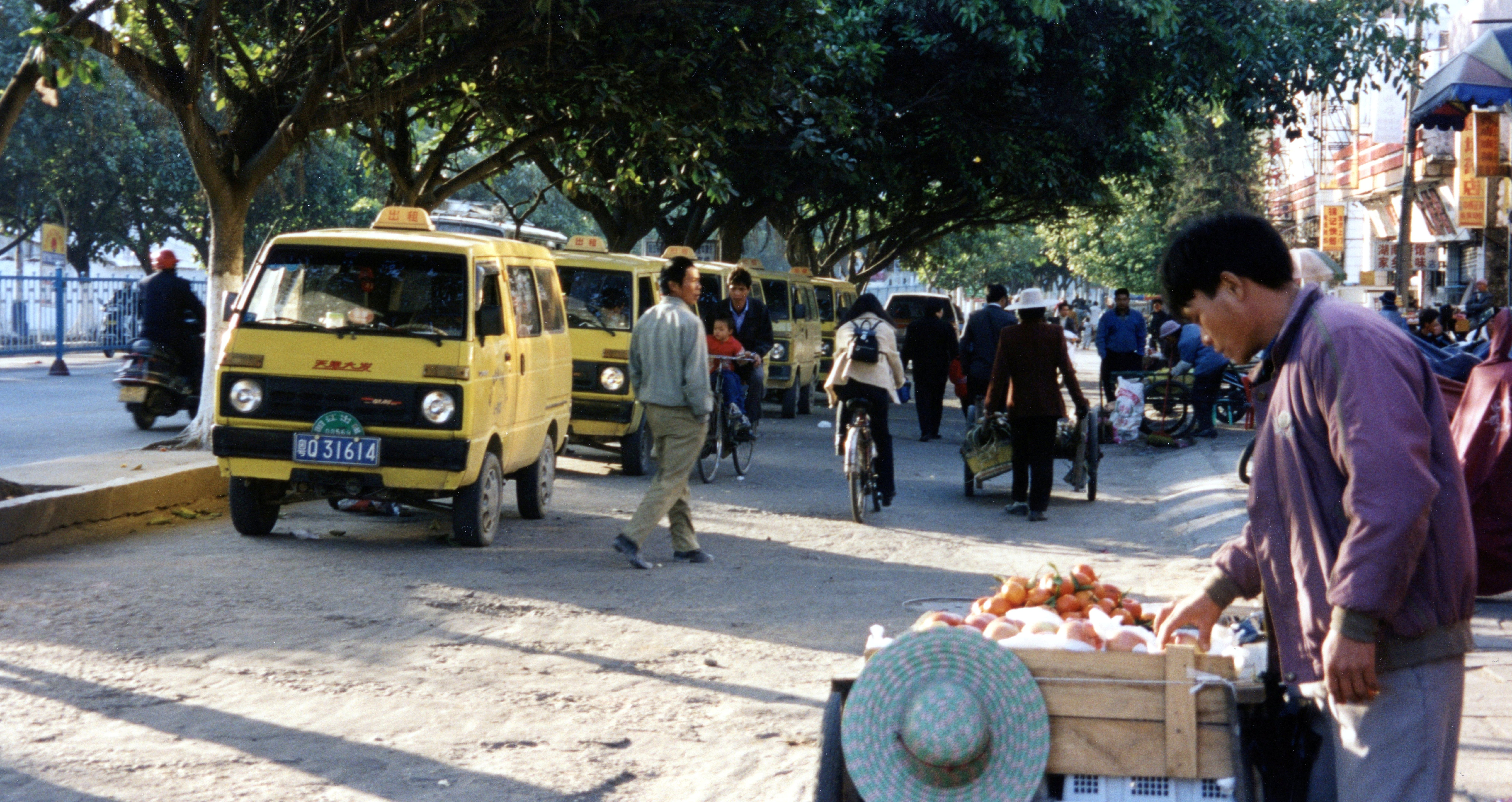
Ряд такси из Huali Dafa (Китай, 1999)

Также в 1983 году появился Hijet Jumbo, расширенный пикап с высокой крышей. Так, в задней части салона появилось небольшое багажное отделение и складное пассажирское сиденье. Jumbo с приводом на два колеса был доступен с пятой передачей, равно как и некоторые версии пассажирского фургона Atria. Существовала также серия Hijet Climber (с приводом на 2 и 4 колеса), оснащенные большими внедорожными шинами и самоблокирующимся дифференциалом.
Модель S65 также продавалась как Hijet Atrai Van с сентября 1981 года, и была версией специально предназначенной для пассажиров. С октября 1983 года автомобиль получил отдельный шильдик на японском рынке, и Atrai отделился от Hijet. Была доступна также версия Hijet S65V, с местом для складной инвалидной коляски. Самым удивительным, вероятно, было появление турбированной версии в феврале 1984 года, также доступной с полным приводом.
Дочерняя FAW Тяньцзинь начала производство S65 Hijet в 1984, изначально как Tianjin TJ110, позже как Huali Dafa. Автомобили китайской сборки были доступны с двумя ведущими колесами и 843-кубовым трёхцилиндровым двигателем CD, мощностью 41 л.с. (30 кВт) при 5500 об/мин. В Китае была доступна также высокая крыша.

## Седьмое поколение

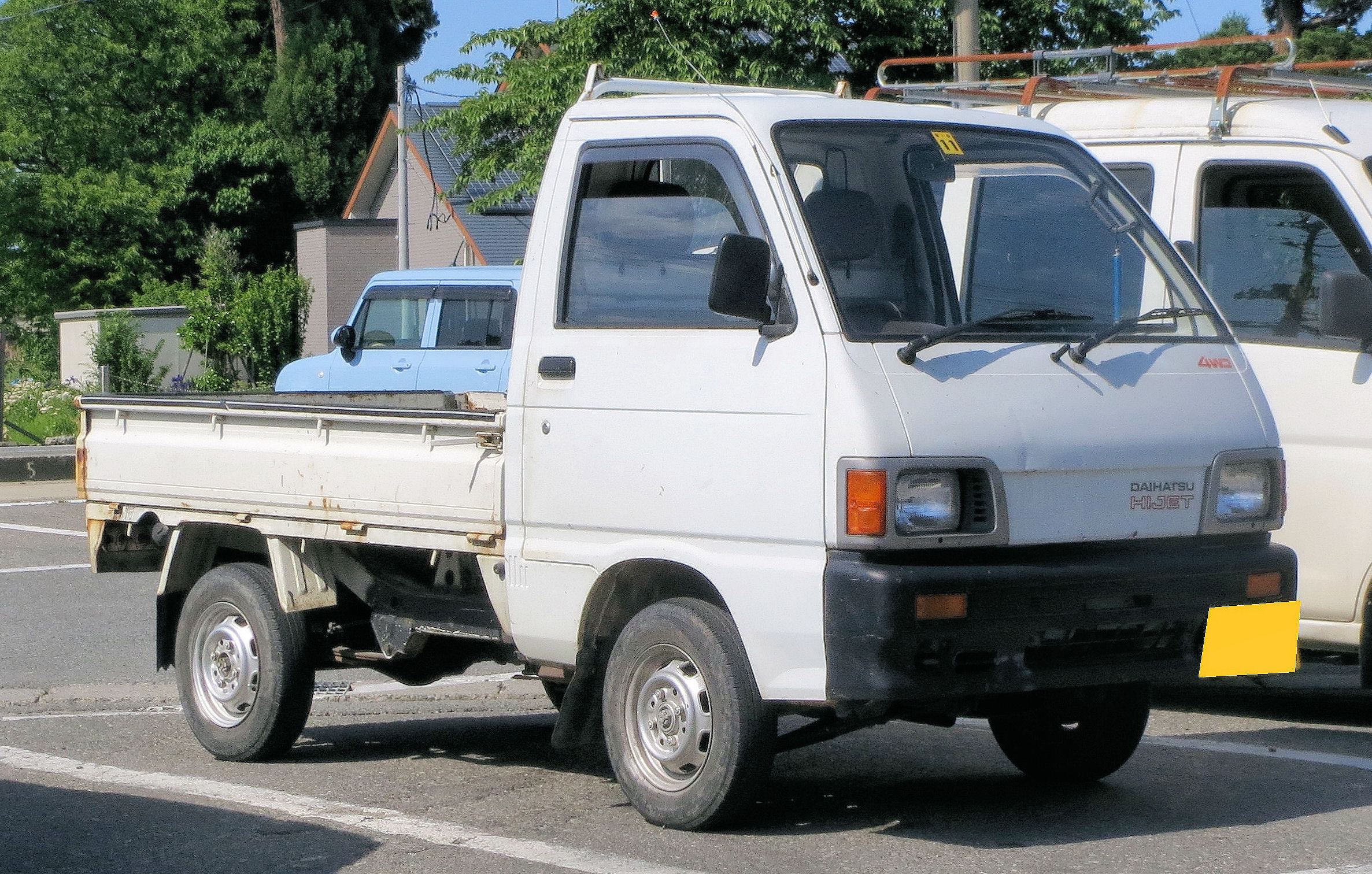
Полноприводный Hijet Truck S82 (Япония)

Седьмое поколение Hijet (S80, S82, 1986—1994) стало развитием своего предшественника, появившись в мае 1986 года. Самым большим изменением стал переход к более современному трёхцилиндровому двигателю EB, хотя его объем оставался чуть менее 550 куб.см. Он также строился в Южной Корее с 1992 года, компанией Asia Motors, как Towner. Эта версия позже была названа «Kia Towner», перенятого компанией Kia. Фургоны экспортировались только на определенные рынки (такие как Мальта и Чили), в соответствии с лицензионным соглашением. Начиная с 1992 года, Innocenti также строил этот автомобиль для европейского рынка как «Porter», для обхода ограничений на японский импорт на некоторых рынках, как Италия. Эта версия пережила оригинальный Hijet и до сих пор производится. В отличие от Hijet, Porter также был опционально доступен с дизельным двигателем.
На японском рынке Hijet продолжал быть доступным в конфигурации «Jumbo Cab», но появился новый «Deck Van» — версия четырёхдверного фургона с короткой грузопогрузочной площадкой сзади. Эта версия продавалась также как Daihatsu Atrai Deck. Hijet на экспортных рынках, как правило, получал трёхцилиндровый мотор Daihatsu объёмом 993 куб.см, когда на внутреннем рынке оставался 550-кубовый двигатель из-за ограничений правил для кей-каров. С введением новых правил в начале 1990 года, для Hijet были внесены соответствующие изменения. Как и все собратья, он получил 10 см к полной длине и 110 кубов к объёму. Этого было достаточно для нового кода шасси, S82. Эта версия продолжалась производстве до её замены восьмым поколением в 1994 году.
В мае 1987 года версия с нагнетателем мощностью 44 л.с. (32 кВт) появилась на базе грузовика Hijet. Она оставалась в производстве до появления большего 660 кубового двигателя в марте 1990 года. Нагнетатель обеспечивал превосходный крутящий момент при низких оборотах двигателя. С другой стороны, версии легкового автомобиля Atrai с самого начала были доступны с более мощным двигателем с турбонаддувом.

## Восьмое поколение

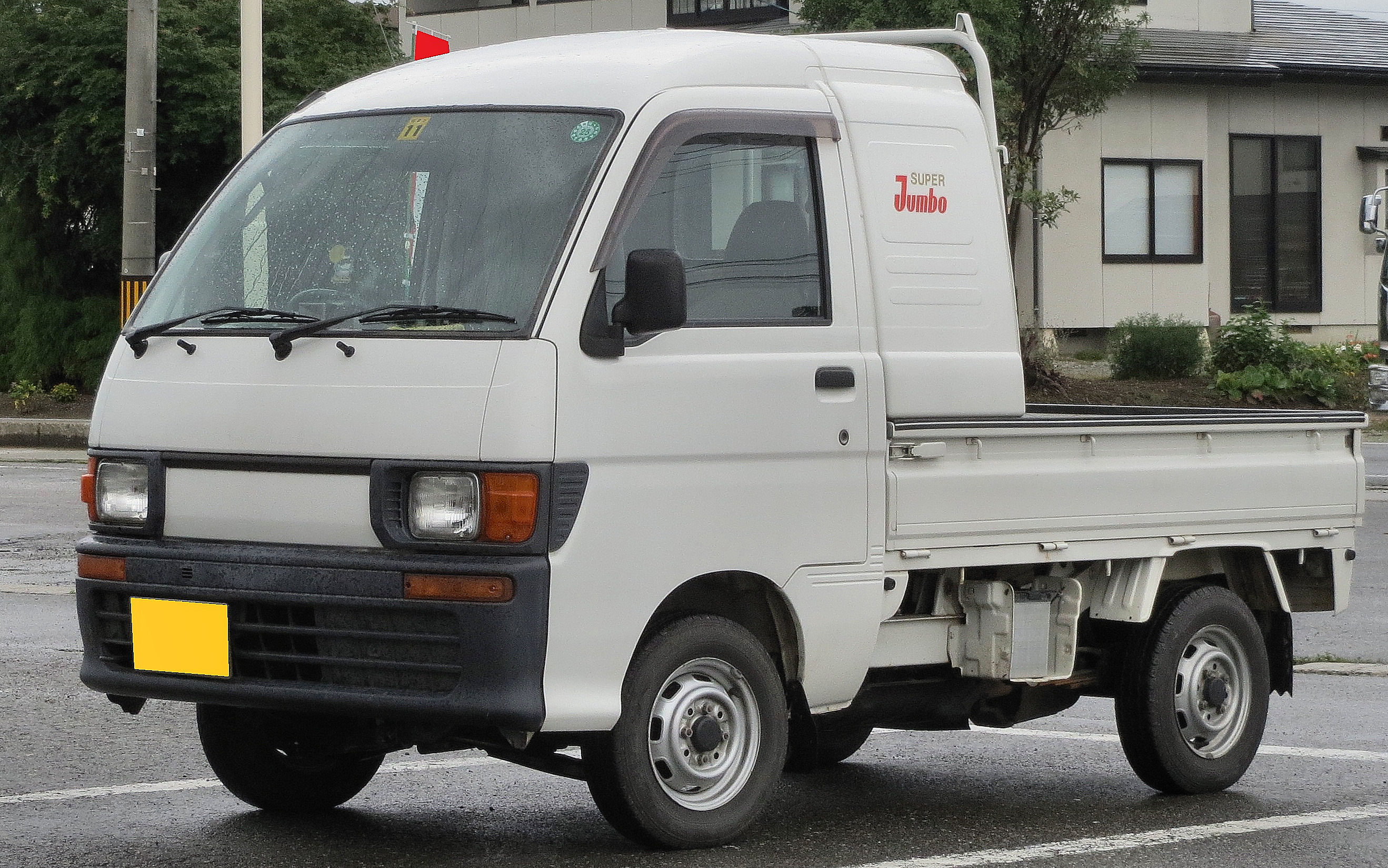
Полноприводный Hijet Super Jumbo (S110, Япония)

Восьмое поколение Hijet (S100, S110, S120, S130, 1994—1999) появилось на рынке в январе 1994 года, после представления на тридцатом Токийском автосалоне в октябре 1993 года, и строилось до прихода девятого поколения в 1999 году. S100 имел два ведущих колеса, полноприводное шасси имело код S110. Буква P говорила о модели грузовика, C для закрытых фургонов, и V для фургонов с окнами. Пассажирские Atrai использовали коды шасси S120 и S130. В мае появился Hijet EV, полностью электрическая версия фургона — сменившая EV версию седьмого поколения Hijet. Инжекторный, SOHC 6-клапанный двигатель EF-ES мощностью 44 л.с. (32 кВт) был стандартным для автомобилей с автоматической и пятиступенчатой механической коробкой, но был и карбюраторный двигатель меньшей мощности. С января 1996 года, автомобили с АКПП получили карбюраторную DOHC 12-клапанную версию двигателя EF (EF-GS) той же мощности.
В 1995 году появился грузовик Hijet EV Truck, дополнивший версию фургона. Появившийся в октябре 1997 года, Hijet is была молодёжной моделью с спортивными чертами дизайна, в том числе затемнённая передняя панель и различные элементы кузова и облицовки. Название «is» состояло из «Idol» и «Stylish».
Новый Atrai был больше сосредоточен на комфорт пассажиров, чем в предыдущие поколения, и имеет трёхзвенную независимую заднюю подвеску, вместо рессорной. Именно поэтому Atrai имеет свои собственные номера шасси (S120/130). Пассажирский фургон Atrai был доступен с более мощными турбированными двигателями, такими как SOHC 6-клапанный EF-TS и DOHC 12-клапанный EF-RS (с января 1997 года). Оба этих двигателя имели мощность в пределах 64 л.с. (47 кВт), ограниченную японскими правилами для кей-каров — но с увеличенным на 13,6 % крутящим моментом по сравнению с однораспредвальным двигателем. Также было известно, что EF-RS имел большую мощность, нежели заявленная. Turbo SR (и позже RT) модели имели антиблокировочную систему в стандарте. В октябре 1997 года появился Atrai Classic; эта модель имела кожаный интерьер и дистанционный ключ, среди прочих изменений.

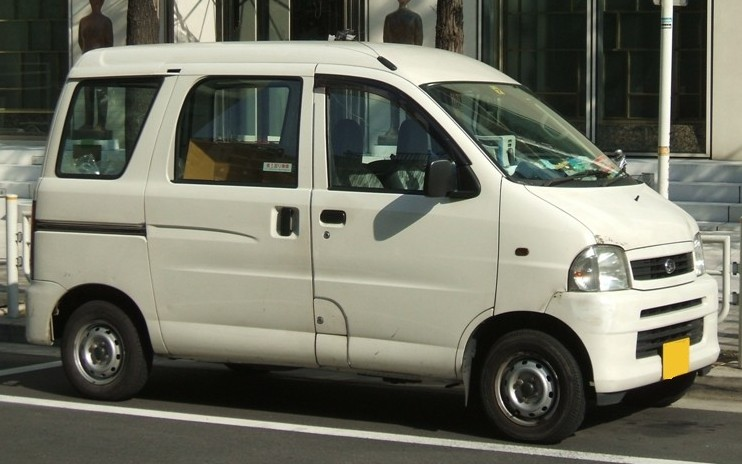
Hijet Cargo

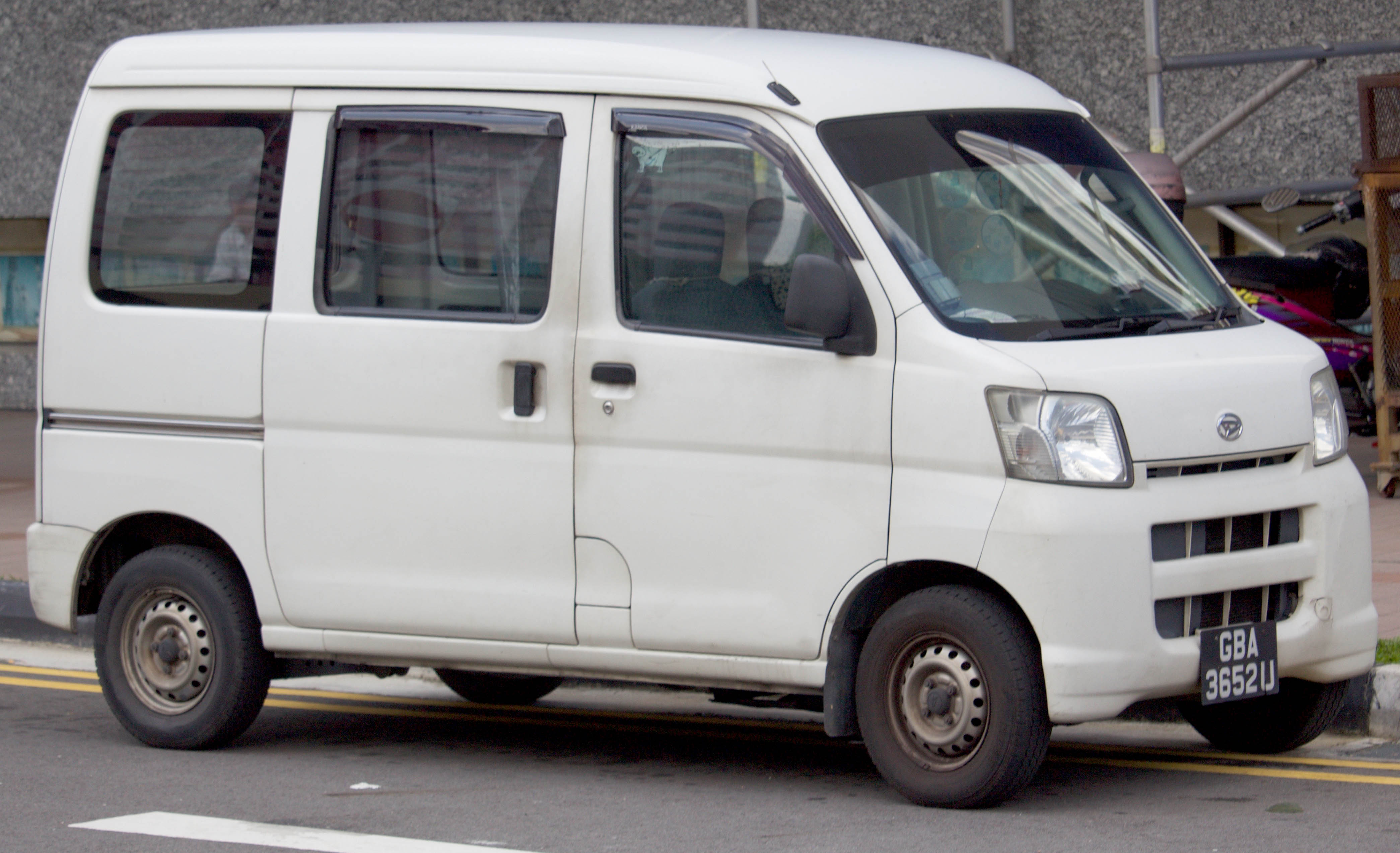
Daihatsu Hijet cargo van

## Девятое поколение
С появлением девятого поколения Hijet (S200, 1999—2004) в 1999 году, произошло расхождение между версиями пикапов и фургонов (Cargo). Фургоны получили переднемоторную компоновку «semicab», вместо среднемоторной, сохранившейся для пикапов. С тех пор появилось десятое поколение Hijet Cargo, однако и девятое поколение пикапов продолжало производиться. Аналогичное расхождение произошло и с линейкой Suzuki Carry, вызванное новыми законами безопасности, принятых для легковых автомобилей. Поскольку Hijet Cargo также служит основой для пассажирского Atrai, он тоже получил переднее расположение двигателя.
Появилась семиместная версия с 1,3-литровым двигателем (S221G), продаваемая как «Daihatsu Atrai 7». Он имел большие бампера и не квалифицировался как кэй-кар. По договору OEM, этот автомобиль также продавался как Toyota Sparky.
Автомобиль был оснащён рядным четырехцилиндровым бензиновым двигателем объемом 1,3 л., первоначально мощностью 66 кВт (90 л.с.), а затем — 68 кВт (92 л.с.), мощность которого передавалась на задние колеса 5-ступенчатой коробкой передач . 4-ступенчатая автоматическая коробка передач и полный привод также были опционально доступны. В начале модельный ряд имел большой успех, но продажи постепенно снижались. Поэтому производство моделей было остановлено в 2004 году. Лишь спустя почти 4 года популярный в Японии сегмент семиместного автомобиля на базе небольших автомобилей снова эксплуатировался с Daihatsu Boon Luminas и его родственной моделью Toyota Passo.

## Десятое поколение
Десятое поколение (S320, с 2004 года) было доступно только в кузове фургона, с пикапами девятого поколения. В Японии, пассажирский автомобиль Hijet назывался как Daihatsu Atrai, и имел 660-кубовый турбированный двигатель мощностью 64 л.с. (47 кВт). На 2006 год были доступны также двигатели оснащенные DVVT: EF-VE объёмом 660 куб.см, мощностью 53 л.с. (39 кВт) при 7000 об/мин и моментом 63 Нм при 4000 об/мин, и EF-SE объёмом 660 куб.см, мощностью 45 л.с. (33 кВт) при 5900 об/мин и моментом 57 Нм при 3600 об/мин. Базовая модель имела среднее расположение двигателя и задний привод, но и полноприводные модели были также доступны.
Десятое поколение фургонов в Японии компанией Toyota продавалось как и девятое поколение пикапов с декабря 2011 года. Эти автомобили были названы Toyota Pixis Van и Truck соответственно. Как и для Hijet, они имели новый двигатель KF объёмом 660 куб.см.

## Одиннадцатое поколение

### Hijet Cargo/Atrai (S700, S710)
Hijet Cargo одиннадцатого поколения и Atrai шестого поколения были представлены 20 декабря 2021 года. Автомобили выпускаются на платформе Daihatsu New Global Architecture.

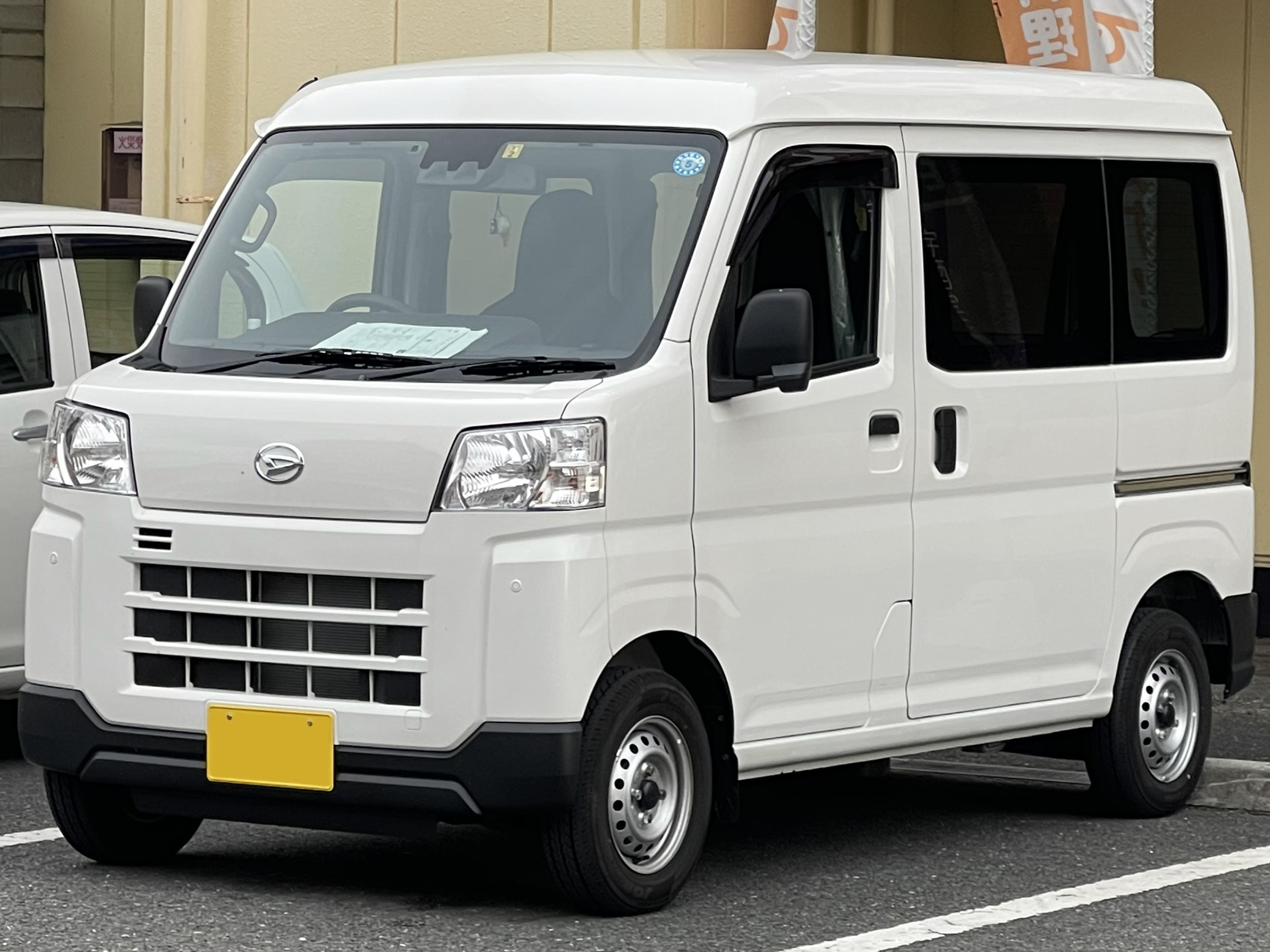
2022 Hijet Cargo Deluxe (S700V)
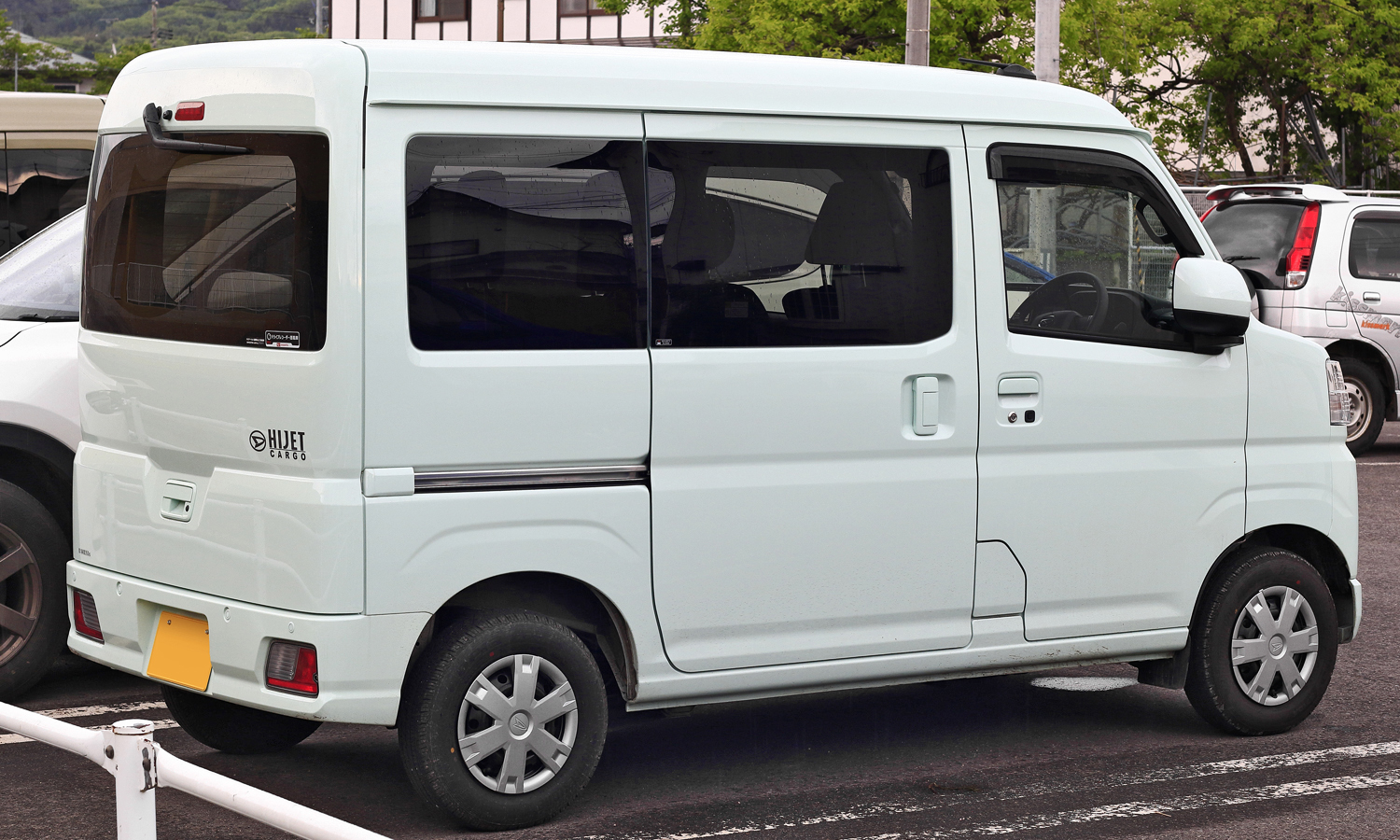
Вид сзади
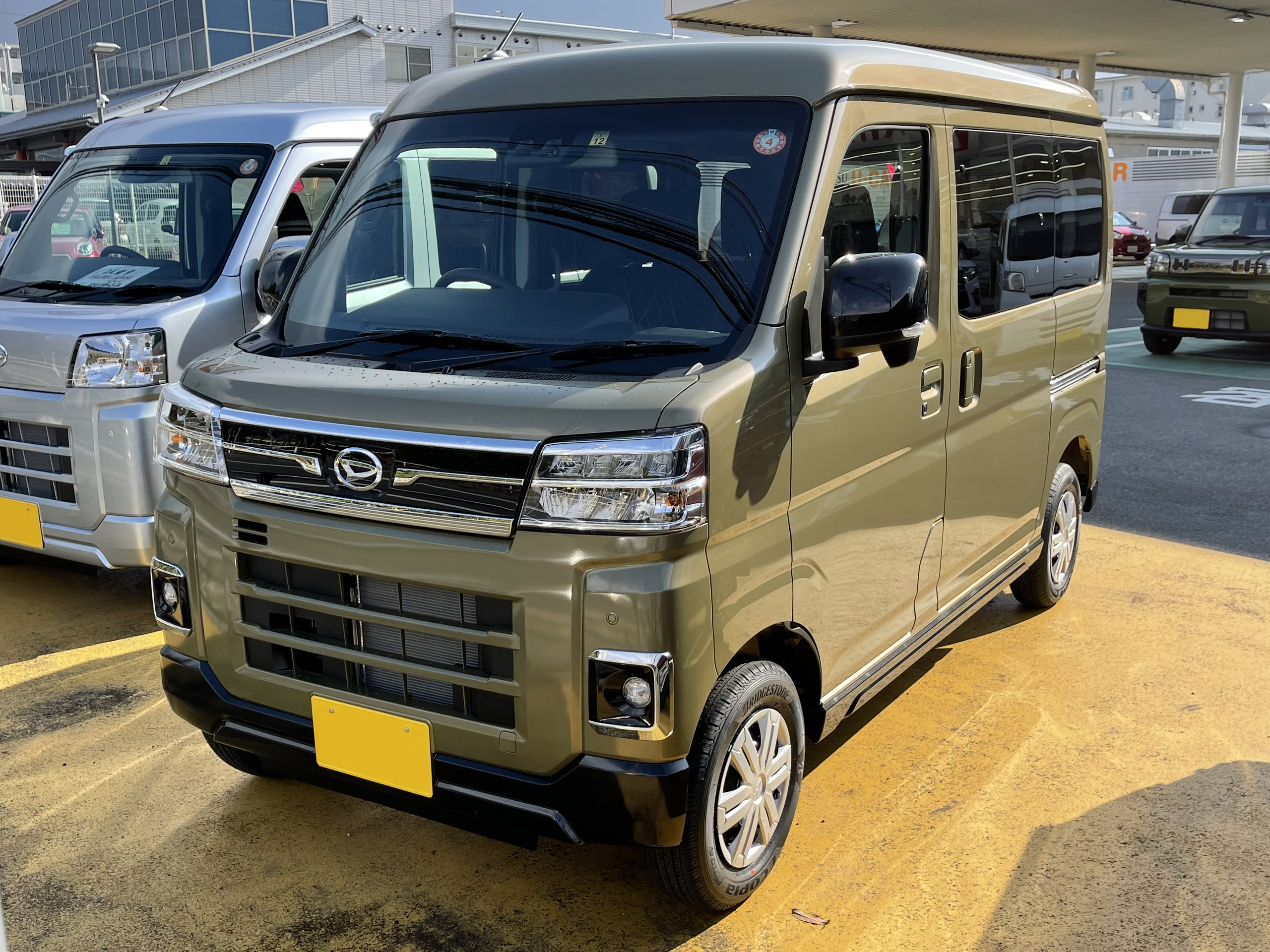
2021 Atrai RS (S700V)
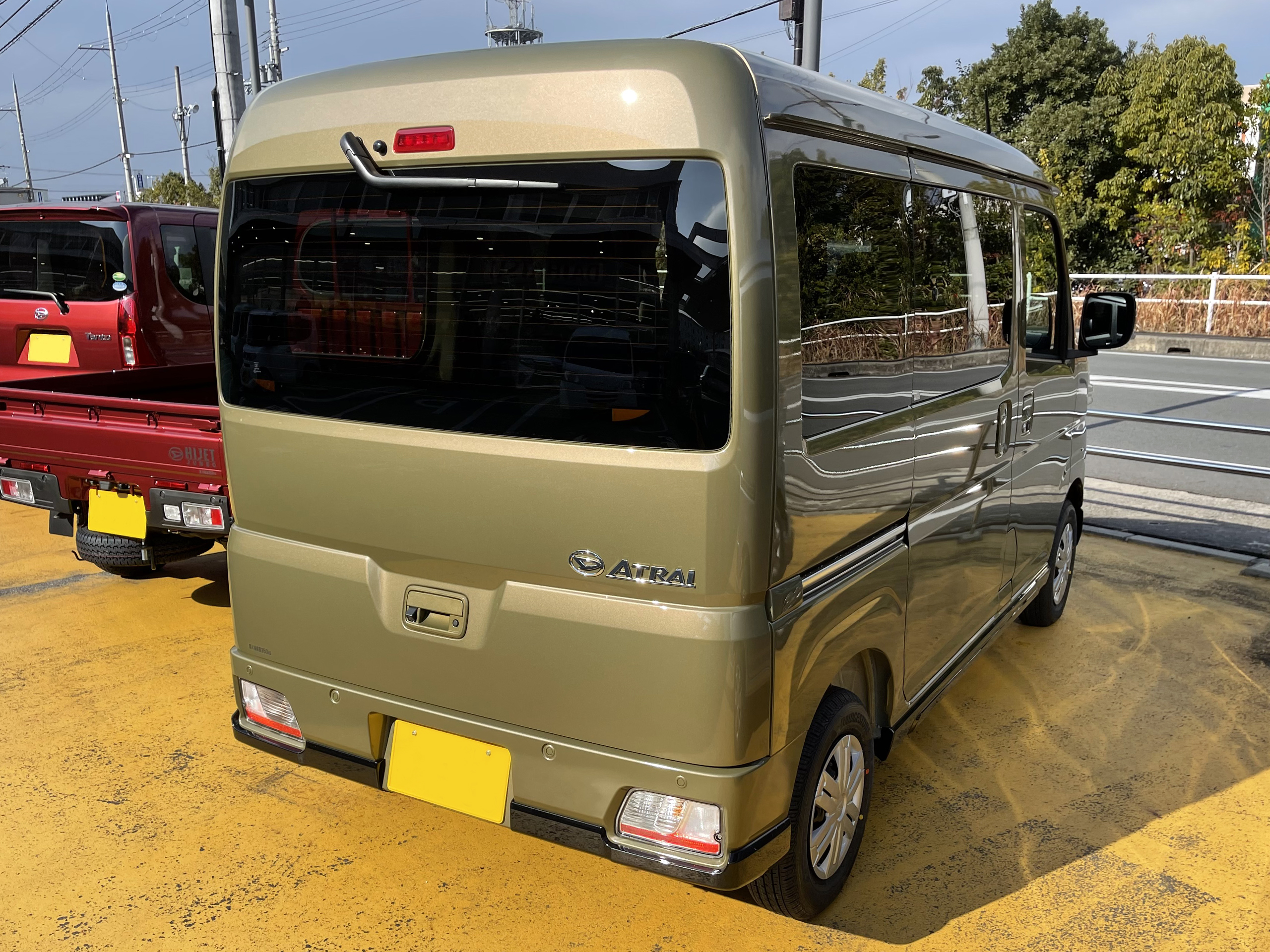
Вид сзади
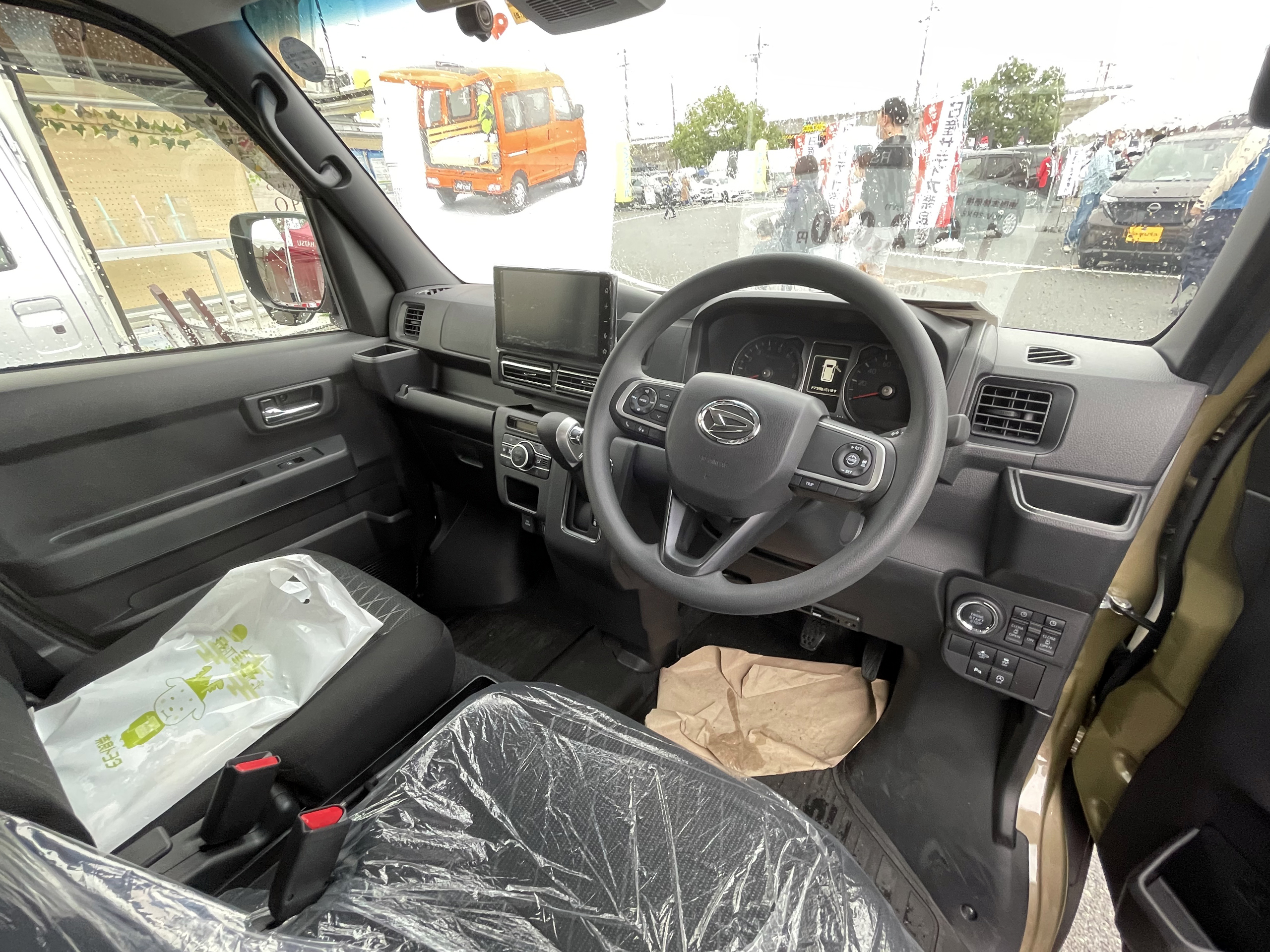
Интерьер

#### BEV
Электромобиль (BEV) на базе Hijet Cargo был анонсирован в мае 2023 года. Также автомобиль продаётся под названиями Toyota Pixis Van и Suzuki e Every, поскольку компания Suzuki является частью консорциума Toyota по разработке электромобилей. Прототип модели был продемонстрирован в Хиросиме, Япония, во время 49-го саммита G7.

## Варианты

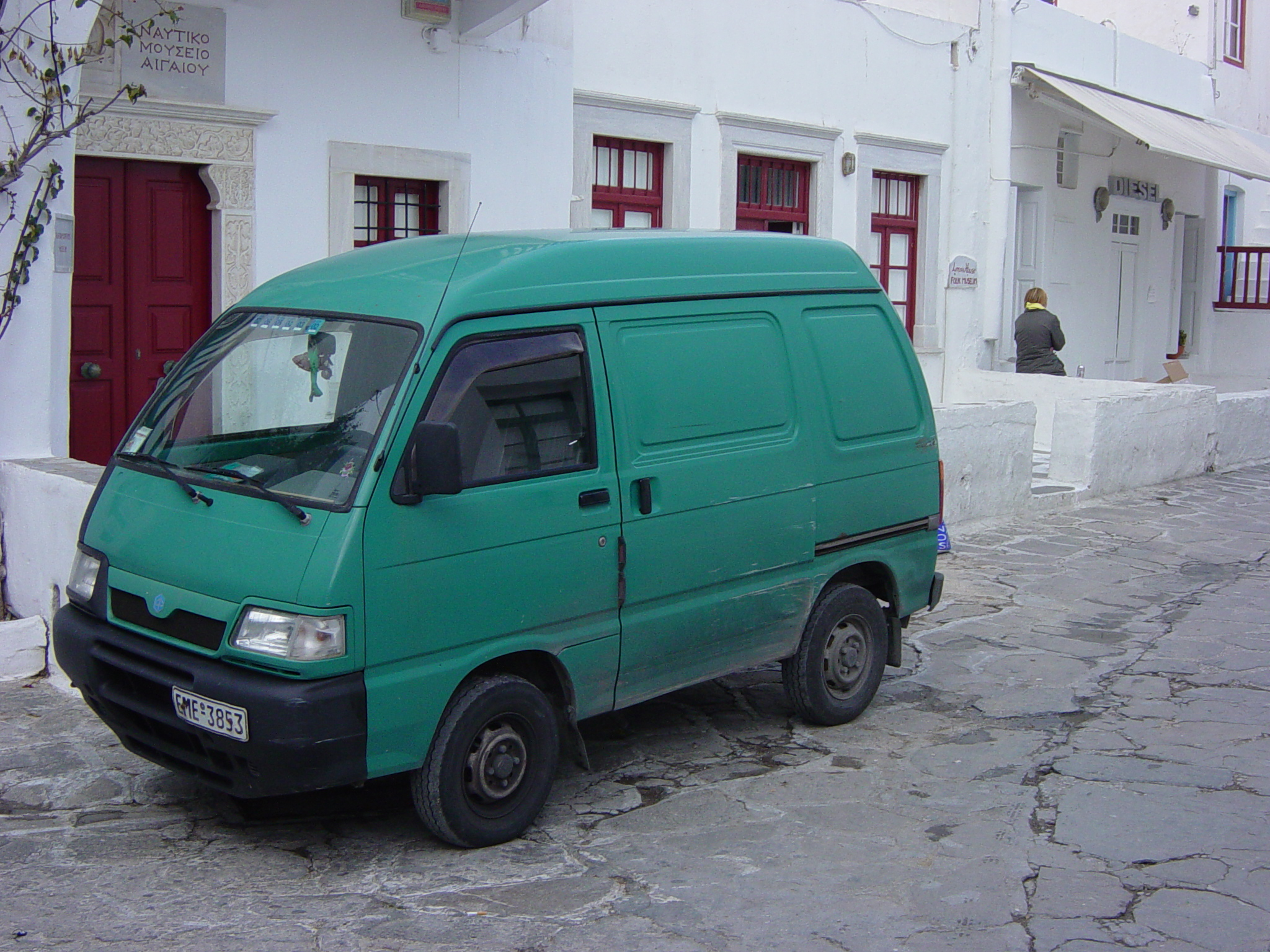
Piaggio Porter, на базе седьмого поколения Hijet

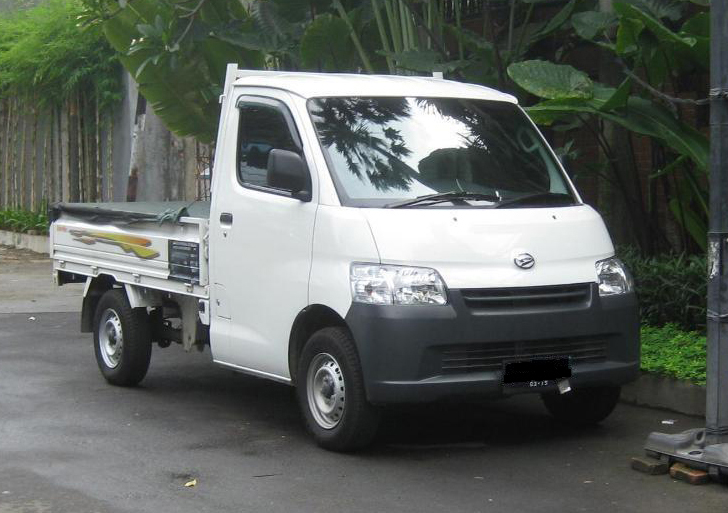
Пикап Daihatsu Gran Max DLi в Индонезии

Существуют также версии Hijet, продаваемые за пределами Японии, доступные с 1,0 и 1,3-литровыми двигателями. Они не считаются кей-карами, так как они стали шире и длиннее. Hijet Maxx/Hijet Jumbo является пикапом. Daihatsu Zebra (также известный как Daihatsu Citivan, Daihatsu Devan и Daihatsu Zebra Espass) является версией фургоном Hijet Maxx. Zebra изначально имела литровый двигатель, но позже стала доступна с 1,3 и 1,6-литровыми двигателями. 1,6-литровый двигатель был заменён новой 1,5-литровой моделью в январе 2002 года.
Perodua Rusa — переименованная Zebra, продаваемая малайзийским партнёром Daihatsu, компанией Perodua. На японском рынке существует также большая версия девятого поколения Hijet, продаваемая как Hijet Gran Cargo. Этот автомобиль экспортируется на другие рынки, например, праворульный Extol.

### Piaggio Porter
Piaggio Porter — лицензированная версия, производимая в Италии с 1992 года (изначально как «Innocenti Porter»), доступный также с дизелем, LPG, CNG или электродвигателем. Изначально оснащался 1,0-литровым бензиновым или 1,2-литровым дизельным двигателем, более поздние автомобили получили 1269-кубовый бензиновый/LPG двигатель или дизель объёмом 1371 куб.см. 1,3-литровая версия имела мощность 65 л. с. (48 кВт), а 1,4-литровый дизель только 38 л. с. (28 кВт). Все эти варианты Porter основаны на седьмом поколении Hijet после фейслифтинга (S82) в котором переднее колесо расположено под передней дверью, а двигатель имеет центральное расположение.

### Daihatsu Gran Max
В 2007 году, Daihatsu Indonesia представила новый Daihatsu Gran Max на основе нового Hijet («semicab»). Он имел 1300 и 1500 кубовые двигатели, и был одновременно шире и длиннее, нежели оригинальный Hijet. Он сменил раннюю Daihatsu Zebra в схожих габаритах. Gran Max был доступен в кузовах минивэн и пикап и с февраля 2008 года он экспортировался в Японию, где продавался как Toyota LiteAce (S402) а также Toyota Town Ace как пикап или минивэн.
Gran Max использовал детали от Daihatsu Xenia/Toyota Avanza, наиболее популярного минивэна в Индонезии.

### Daihatsu Luxio
Astra Daihatsu представила новый Daihatsu Luxio в 2009 году, основанный на Daihatsu Gran Max. Он должен был стать роскошной версией минивэна Gran Max. В данный момент продаётся только в Индонезии. Daihatsu Luxio оборудован мощным и экономичным двигателем 1.5 л. DOHC VVT-I. Задние двери автомобиля — раздвижные.  

## Hybrid Hijet
В 2002 году, Daihatsu представила Hijet Cargo Hybrid концепт-кар hybrid van, в Японии использовавшего 660-кубовый двигатель. Автомобиль основан на существующем не гибридном Hijet Cargo. Дизайн автомобиля (называемый Daihatsu как Mild Hybrid System или DMHS основанном на гибридных технологиях Toyota) довольно сильно отличается от многих существующих гибридных конструкций, где газовые и электрические силовые компоненты собраны в единое целое. Электродвигатель находится между бензиновым двигателем и коробкой передач. Этот автомобиль на 30 % эффективней, чем его бензиновый аналог.
Гибридные мини-автомобили (названные FEV и Atrai Hybrid-IV) дебютировали в 2002 году как концепты мини-автомобилей. О производстве было объявлено в октябре 2004 года, но оно так и не началось, так как Daihatsu решили выпустить гибридные версии новых моделей.